# Alberico I de Spoleto
Alberico I (* ¿? – † Orte, ca. 924), fue un noble toscano, marqués de Camerino y duque de Spoleto desde 898, cuando se hizo con el poder tras asesinar al anterior marqués y duque Guido IV de Spoleto.

## Biografía
Mencionado como paje de Guido III de Spoleto en la batalla de Trebia en 889 (durante el conflicto que llevó a Guido a proclamarse rey de Italia), probablemente recibió el feudo de Fermo o el marquesado de Camerino, y posteriormente logró ser proclamado duque de Spoleto tras asesinar a su señor Guido IV de Spoleto en 897. Reconocido en su posición en 898 por el nuevo rey de Italia, Berengario I, le prestó a cambio su apoyo en la lucha que el rey mantuvo frente a los húngaros, que invadieron Italia entre 899 y 900.
Aliado con Adalberto II de Toscana, se enfrentó al papa Sergio III bloqueando la llegada a Roma de Berengario I, con lo que ambos duques impidieron que el rey de Italia fuera coronado emperador del Sacro Imperio Romano Germánico.

## Matrimonio
Logró asimismo una alianza con la familia romana de los Crecenzo y se casó en el 909 con Marozia, hija de Teofilacto I, conde de Tusculum, y Teodora, recibiendo el título de "patricio de los romanos" (patricius romanorum), y a pesar de que nunca fue conde de Tusculum es conocido como Alberico I de Tusculum.

### Descendencia
Con Marozia tuvo cuatro o cinco hijos:
- Posiblemente, el Papa Juan XI (910-935) (que numerosas fuentes lo consideran hijo ilegítimo de Marozia y el Papa Sergio III).
- Alberico II, su sucesor en Tusculum y Roma (llegó a ser príncipe de Roma), y el padre de Octaviano, el Papa Juan XII
- Constantino (muerto después del 14 de enero de 945)
- Sergio, obispo de Nepi (muerto antes de 963)
- Deodato, padre del papa Benedicto VII

## Cónsul de Roma
Fue uno de los jefes de la Liga cristiana que combatió y venció a los sarracenos en junio de 915, en la Batalla de Garigliano, tras lo cual recibió el título de cónsul de los romanos en 917.

## Muerte
Convertido en tirano de la ciudad eterna y enfrentado al papa Juan X y al pueblo, tuvo que huir de Roma. Fue asesinado en Orte hacia 925, probablemente a causa de su vana confianza en los merodeadores húngaros de su guardia personal. Su última aparición documentada es en 917, en el Liber largitorius de la abadía de Farfa.